# Xeromelecta alayoi
Xeromelecta alayoi là một loài Hymenoptera trong họ Apidae. Loài này được Michener mô tả khoa học năm 1988.